# Malcolm Lee
Pour les articles homonymes, voir Lee.
Malcolm Lee, né le 22 mai 1990 à Riverside, en Californie, est un joueur américain de basket-ball. Il évolue au poste d'arrière.

## Carrière universitaire
Malcolm Lee va au lycée John W. North à Riverside avant de rejoindre l'université de Californie à Los Angeles en 2008 et de jouer durant trois saisons avec les Bruins d'UCLA.
Le 29 mars 2011, il se déclare candidat pour la draft 2011 de la NBA.

## Carrière professionnelle
Malcolm Lee est drafté en 2011 en 43e position par les Bulls de Chicago. Le soir de la draft il est envoyé au Timberwolves du Minnesota pour permettre aux Bulls de récupérer les droits de draft de Nikola Mirotic. 
Après le lock-out NBA, il signe le 15 décembre 2011 un contrat de trois ans avec les Wolves. En décembre, il se blesse au genou et doit subir une opération du ménisque qui va l'éloigner des terrains durant six semaines. Le 6 février 2012, il est assigné chez le Skyforce de Sioux Falls en NBA Development League afin de reprendre du rythme (il joue 3 matches durant ce passage) et il est rappelé le 15 février en NBA. Il est de nouveau assigné le 29 février  et rappelé le 9 mars après 4 matches joués en D-League.
L'été 2012, il manque le camp d'entraînement en raison d'une blessure. En janvier 2013, il se blesse de nouveau et manque le reste de la saison 2012-2013.
Le jour de la Draft 2013 de la NBA, il est échangé au Warriors de Golden State qui l'échangent immédiatement aux Suns de Phoenix afin de récupérer les droits de Nemanja Nedović. Le 25 octobre 2013, il est envoyé chez les Wizards de Washington avec Marcin Gortat, Shannon Brown et Kendall Marshall en échange d'Emeka Okafor et d'un 1er tour de la draft 2014. Il est coupé trois jours plus tard par la franchise de la capitale.
Le 7 octobre 2014, il signe avec les 76ers de Philadelphie pour faire la pré-saison. Il est coupé par les 76ers le 25 octobre. Le 3 novembre 2014, il rejoint les 87ers du Delaware avant d'être appelé le 5 décembre par les 76ers. Six jours plus tard, il est coupé par Philadelphie afin de libérer de la place pour accueillir Andreï Kirilenko et Jorge Gutiérrez. Il retourne ensuite avec l'équipe des 87ers. Le 30 janvier 2015, il est envoyé chez les Drive de Grand Rapids en échange de Khalif Wyatt pour le reste de la saison.
En février 2016, il s'engage à Porto Rico avec l'équipe de Brujos de Guayama juste avant le début de la saison 2016.
Le 14 septembre 2016, il rejoint le championnat turc et l'équipe de Trabzonspor BK pour la saison 2016-2017.
Le 1er novembre 2017 il signe avec le club bosnien de KK Igokea. En janvier 2018, il quitte le club d'Igokea pour rejoindre le championnat allemand et le club des Walter Tigers Tübingen pour le reste de la saison.
En janvier 2019, il s'engage avec le club grec de l'AO Kolossos Rodou pour la deuxième partie de la saison 2018-2019 avant de re-signer dans le championnat grec en octobre 2019 chez le Rethymno Cretan Kings pour la saison 2019-2020.
En août 2020, il s'engage dans le championnat roumain avec le CSO Voluntari. Le 27 juin 2021, il prolonge pour une nouvelle saison avec le club roumain.

## Clubs successifs
- 2011-2013 :  Timberwolves du Minnesota
- 2012 :  Skyforce de Sioux Falls
- 2014-2015 :  87ers du Delaware
- 2014 :  76ers de Philadelphie
- 2015 :  Drive de Grand Rapids
- 2016 :  Brujos de Guayama
- 2016-2017 :  Trabzonspor BK
- 2017-2018 :  KK Igokea
- 2018 :  Walter Tigers Tübingen
- 2019 :  AO Kolossos Rodou
- 2019-2020 :  Rethymno Cretan Kings
- depuis 2020 :  CSO Voluntari

## Statistiques

### En universitaire
| Saison    | Équipe | Match | Titulaire | Min./m | % Tir | % 3pts | % LF | Rbds/m. | Pass/m. | Int./m. | Ctr./m. | Pts/m. |
| --------- | ------ | ----- | --------- | ------ | ----- | ------ | ---- | ------- | ------- | ------- | ------- | ------ |
| 2008-2009 | UCLA   | 29    | 0         | 10,7   | 50,0  | 30,0   | 41,7 | 1,5     | 0,6     | 0,5     | 0,1     | 3,2    |
| 2009-2010 | UCLA   | 32    | 32        | 34,8   | 43,2  | 25,2   | 70,6 | 4,4     | 3,1     | 1,1     | 0,3     | 12,1   |
| 2010-2011 | UCLA   | 33    | 33        | 33,1   | 43,7  | 29,5   | 77,8 | 3,1     | 2,0     | 0,7     | 0,2     | 13,1   |
| Total     | Total  | 94    | 65        | 26,7   | 44,1  | 27,8   | 71,7 | 3,0     | 2,0     | 0,8     | 0,2     | 9,7    |

### En NBA
| Saison    | Équipe       | Match | Titulaire | Min./m | % Tir | % 3pts | % LF | Rbds/m. | Pass/m. | Int./m. | Ctr./m. | Pts/m. |
| --------- | ------------ | ----- | --------- | ------ | ----- | ------ | ---- | ------- | ------- | ------- | ------- | ------ |
| 2011-2012 | Timberwolves | 19    | 0         | 12,8   | 39,0  | 20,0   | 82,4 | 1,4     | 1,6     | 0,4     | 0,2     | 3,3    |
| 2012-2013 | Timberwolves | 16    | 12        | 18,1   | 38,2  | 33,3   | 60,0 | 2,4     | 1,3     | 0,8     | 0,4     | 4,9    |
| 2014-2015 | 76ers        | 1     | 0         | 2,0    | 0     | 0      | 0    | 0       | 0       | 0       | 0       | 0      |
| Total     | Total        | 36    | 12        | 14,8   | 38,2  | 29,4   | 70,3 | 1,8     | 1,4     | 0,6     | 0,3     | 3,9    |

### En D-League
| Saison    | Équipe   | Match | Titulaire | Min./m | % Tir | % 3pts | % LF | Rbds/m. | Pass/m. | Int./m. | Ctr./m. | Pts/m. |
| --------- | -------- | ----- | --------- | ------ | ----- | ------ | ---- | ------- | ------- | ------- | ------- | ------ |
| 2011-2012 | Skyforce | 7     | 7         | 27,6   | 33,8  | 0,0    | 94,4 | 4,1     | 5,9     | 1,9     | 0,1     | 10,1   |
| 2014-2015 | 87ers    | 20    | 18        | 28,1   | 39,9  | 38,3   | 82,6 | 3,4     | 5,5     | 1,2     | 0,0     | 11,4   |
| 2014-2015 | Drive    | 12    | 5         | 20,2   | 42,5  | 38,2   | 57,1 | 3,4     | 3,7     | 0,5     | 0,0     | 8,3    |
| Total     | Total    | 39    | 30        | 25,5   | 39,2  | 34,4   | 78,8 | 3,5     | 5,0     | 1,1     | 0,0     | 10,2   |